# Magyar Testgyakorlók Köre Hungária Futball Club (femminile)
Il Magyar Testgyakorlók Köre Hungária Futball Club è una squadra di calcio femminile ungherese della città di Budapest. Milita nella Női Nemzeti Bajnokság I, la massima serie del campionato ungherese femminile di calcio.

## Storia
La squadra, fondata nel 2001 dalla squadra maschile del Pepita Sárkányok SC, sale alla ribalte per la prima volta nelle competizioni nazionali nella stagione 2004/05, conclusa con la vittoria del campionato e della coppa d'Ungheria. Seguono poi quattro anni di digiuno, fino alla stagione 2009/10, in cui realizza il secondo double.
Nelle quattro stagioni successive l'MTK Hungária conquista altrettanti titoli di campione nazionale, di cui gli ultimi due nuovamente accoppiati con la coppa d'Ungheria.
I successi nel campionato nazionale hanno permesso al club di disputare la Champions League.

## Palmarès
- Campionato ungherese: 7

2004-2005, 2009-2010, 2010-2011, 2011-2012, 2012-2013, 2013-2014, 2016-2017
- Női Magyar Kupa: 4

2004-2005, 2009-2010, 2012-2013, 2013-2014

## Statistiche

### Risultati nelle competizioni UEFA
| Stagione | Competizione     | Fase                       | Avversario         | Risultato | Risultato | Risultato |
| Stagione | Competizione     | Fase                       | Avversario         | andata    | ritorno   | aggregato |
| -------- | ---------------- | -------------------------- | ------------------ | --------- | --------- | --------- |
| 2005-06  | UEFA Women's Cup | fase a gironi, primo turno | AE Aegina          | 2-2       | 2-2       | 2-2       |
| 2005-06  | UEFA Women's Cup | fase a gironi, primo turno | Alma KTZh          | 0-3       | 0-3       | 0-3       |
| 2005-06  | UEFA Women's Cup | fase a gironi, primo turno | NSA Sofia          | 1–1       | 1–1       | 1–1       |
| 2010-11  | Champions League | sedicesimi di finale       | Everton            | 0-0       | 1-7       | 1-7       |
| 2011-12  | Champions League | gironi di qualificazione   | Liepājas Metalurgs | 12-0      | 12-0      | 12-0      |
| 2011-12  | Champions League | gironi di qualificazione   | ASA Tel Aviv       | 0-1       | 0-1       | 0-1       |
| 2011-12  | Champions League | gironi di qualificazione   | 1º Dezembro        | 0-0       | 0-0       | 0-0       |
| 2012-13  | Champions League | gironi di qualificazione   | Skonto/Ceriba      | 5-0       | 5-0       | 5-0       |
| 2012-13  | Champions League | gironi di qualificazione   | Naše Taksi         | 7-0       | 7-0       | 7-0       |
| 2012-13  | Champions League | gironi di qualificazione   | PAOK Salonicco     | 2-0       | 2-0       | 2-0       |
| 2012-13  | Champions League | sedicesimi di finale       | Malmö              | 0-4       | 1-6       | 1-10      |
| 2013-14  | Champions League | gironi di qualificazione   | Raheny United      | 3-2       | 3-2       | 3-2       |
| 2013-14  | Champions League | gironi di qualificazione   | Crusaders Strikers | 2–0       | 2–0       | 2–0       |
| 2013-14  | Champions League | gironi di qualificazione   | Žytlobud-1 Charkiv | 1-0       | 1-0       | 1-0       |
| 2013-14  | Champions League | sedicesimi di finale       | Turbine Potsdam    | 0-5       | 0-6       | 0-11      |
| 2014-15  | Champions League | gironi di qualificazione   | Pärnu              | 3-0       | 3-0       | 3-0       |
| 2014-15  | Champions League | gironi di qualificazione   | Ekonomist          | 1-0       | 1-0       | 1-0       |
| 2014-15  | Champions League | gironi di qualificazione   | Pomurje            | 2-1       | 2-1       | 2-1       |
| 2014-15  | Champions League | sedicesimi di finale       | Neulengbach        | 1-2       | 2-2 (dts) | 3-4       |
| 2017-18  | Champions League | gironi di qualificazione   | Hajvalia           | 2-0       | 2-0       | 2-0       |
| 2017-18  | Champions League | gironi di qualificazione   | Sporting Lisbona   | 0-2       | 0-2       | 0-2       |
| 2017-18  | Champions League | gironi di qualificazione   | BIIK Kazygurt      | 0-3       | 0-3       | 0-3       |

## Organico

### Rosa 2017-2018
Rosa e numeri come da sito UEFA.
| N. |                     | Ruolo | Calciatrice     |
| -- | ------------------- | ----- | --------------- |
| 5  | Ungheria (bandiera) | C     | Lea Vasas       |
| 6  | Ungheria (bandiera) | C     | Angéla Smuczer  |
| 7  | Ungheria (bandiera) | A     | Petra Kós       |
| 8  | Ungheria (bandiera) | D     | Barbara Tóth    |
| 9  | Ungheria (bandiera) | D     | Réka Demeter    |
| 10 | Ungheria (bandiera) | A     | Diána Csányi    |
| 11 | Ungheria (bandiera) | C     | Dóra Papp       |
| 12 | Ungheria (bandiera) | P     | Luca Varga      |
| 14 | Ungheria (bandiera) | A     | Rita Méry       |
| 15 | Ungheria (bandiera) | D     | Zsuzsanna Szabó |
| 16 | Ungheria (bandiera) | A     | Adrienn Oláh    |

| N. |                     | Ruolo | Calciatrice        |
| -- | ------------------- | ----- | ------------------ |
| 17 | Ungheria (bandiera) | D     | Edina Farádi-Szabó |
| 18 | Ungheria (bandiera) | D     | Anita Pinczi       |
| 19 | Ungheria (bandiera) | A     | Nóra Palkovics     |
| 23 | Ungheria (bandiera) | D     | Dorottya Szabó     |
| 27 | Ungheria (bandiera) | A     | Izabella Ujvári    |
| 28 | Ungheria (bandiera) | A     | Dóra Dorner        |
| 33 | Ungheria (bandiera) | A     | Lilla Nagy         |
| 77 | Ungheria (bandiera) | A     | Alexandra Nagy     |
| 94 | Ungheria (bandiera) | D     | Lilla Turányi      |
| 99 | Ungheria (bandiera) | P     | Réka Szőcs         |